# Timotheus Wilhelm Röhrich
Timotheus Wilhelm Röhrich (französisch Timothée Guillaume Roehrich; * 15. Juni 1802 in Alteckendorf, Unterelsass; † 26. Juni 1860) war ein elsässischer evangelischer Geistlicher und Kirchenhistoriker.

## Leben
Wilhelm Röhrich wurde in dem unterelsässischen Pfarrdorf Alteckendorf, das in der Nähe von Brumath und Zabern liegt, als erstes Kind des Predigers Jakob Christian Röhrich († 1823) und der Maria Sabina Krieger († 1815) geboren. Die Familie zog schon 1804 nach dem Dorf Bischheim in der Nähe von Straßburg um, anschließend war der Vater 1810–1823 Prediger in der Straßburger Wilhelmskirche. Nach dem frühen Tod der Mutter heiratete der verwitwete Vater mit vier Kindern ein zweites Mal. Nach Besuch des protestantischen Gymnasiums in Straßburg wandte sich Wilhelm Röhrich im Herbst 1818 im Alter von 16 Jahren dem Studium der Theologie zu, das er 1823 abschloss. Im Frühjahr 1824 bestand er das Kandidatenexamen. Er hörte anschließend Vorlesungen an der Universität Göttingen und kehrte 1825 ins Elsass zurück. Er unternahm dann noch eine mehrmonatige Reise nach Genf, wo er bei Verwandten wohnen konnte; ins Elternhaus zurückgekehrt, arbeitete er sich durch intensives Studium in Straßburg reichlich vorhandener Quellen in die Geschichte der Reformation ein, womit er auch fortfuhr, nachdem er im Frühling 1828 in dem beinahe drei Stunden Fußwegs von Straßburg entfernten Dorf Fürdenheim eine Anstellung als Pfarrer mit eigener Wohnung und Garten erhalten hatte. Hier blieb er fast zehn Jahre lang. In der Folgezeit verfasste er zahlreiche Abhandlungen historischen Inhalts, die überwiegend die Kirchengeschichte des Elsass betrafen und von denen die erste 1830 in Druck ging. Seit dem 23. November 1837 bekleidete er das Amt des Pfarrers in der Wilhelmskirche, wo schon sein Vater Seelsorger gewesen war.
Röhrich hatte sich am 24. August 1828 mit Emilie Frantz, der Tochter eines Kollegen seines Vaters an der Wilhelmskirche, verheiratet, die ihm zwei Söhne gebar. Nach sechzehnjähriger Ehe verstarb seine Frau am 30. Januar 1845 nach längerer Kränklichkeit. Im Sommer 1847 ging er eine zweite Ehe mit Emilie Dangler ein, der Tochter eines Landgeistlichen, die er aber nach kurzer Zeit ebenfalls verlor. Am 16. September 1850 ehelichte er Luise Wieger, mit der er zehn Jahre lang zusammen war und die ihn überlebte. Wilhelm Röhrich selbst starb überraschend nach kurzer Krankheit in seinem kaum vollendeten 58. Lebensjahr.

## Werke (Auswahl)
Eine ausführliche Auflistung der Schriften Röhrichs ist enthalten auf S. 25–28 des online verfügbaren Sonderdrucks Erinnerung an Timoteus Wilhelm Röhrich (Jena 1861).
- Geschichte der Reformation im Elsass und besonders in Strasburg, nach gleichzeitigen Quellen. Heitz, Straßburg 1830–1832.
  - Erster Theil. Erste Lieferung (1830), S. 1–463 (Digitalisat in der Google-Buchsuche).
  - Erster Theil. Zweite Lieferung (1831), S. 251–463 (Digitalisat in der Google-Buchsuche).
  - Zweiter Theil (1832), S. 1–278 (Digitalisat in der Google-Buchsuche).
  - Dritter Theil (1832), S. 1–264 (Digitalisat in der Google-Buchsuche).
- Mathäus Zell, der erste evangelische Pfarrer in Strassburg. Nach seinem Leben geschildert aus gedruckten und ungedruckten Quellen. In: Beiträge zu den theologischen Wissenschaften, in Verbindung mit der theologischen Gesellschaft zu Strassburg (Eduard Reuss und Eduard Cunitz, Hrsg.), Band 2, Friedrich Mauke, Jena 1851, S. 144–192 (Digitalisat in der Google-Buchsuche).
- Martin Butzer’s Testamente, nach dem Original herausgegeben und mit erläuternden Anmerkungen begleitet. In: Beiträge zu den theologischen Wissenschaften, in Verbindung mit der theologischen Gesellschaft zu Strassburg (Eduard Reuss und Eduard Cunitz, Hrsg.), Band 2, Friedrich Mauke, Jena 1851, S. 193–231 (Digitalisat in der Google-Buchsuche).
- Mittheilungen aus der Geschichte der evangelischen Kirche des Elsasses. Treuttel und Würtz, Paris u. Straßburg 1855.
  - Erster Band: Mittheilungen aus der Vorgeschichte der Reformation, und Elsässische Kirchenordnungen (Digitalisat in der Google-Buchsuche).
  - Zweiter Band: Evangelische Zeitbilder, und die Kirche der Väter unter dem Kreuz (Digitalisat in der Google-Buchsuche).
  - Dritter und letzter Band: Evangelische Lebensbilder, und die Anfänge der neuen Zeit in der straßb. Kirche (Digitalisat in der Google-Buchsuche).
- Geschichte der Kirche St. Wilhelm in Straßburg. Schmidt, Straßburg 1856 (Digitalisat in der Google-Buchsuche).
- Zur Geschichte der Straßburgischen Wiedertäufer in den Jahren 1527 bis 1543. Aus den Vergichtbüchern und anderen archivalischen Quellen mitgetheilt. In: Zeitschrift für historische Theologie, Jahrgang 1860. I. Heft. Perthes, Gotha 1860, S. 3–121 (Digitalisat in der Google-Buchsuche).